# The Crimson Stain Mystery
The Crimson Stain Mystery è un serial cinematografico in sedici episodi del 1916 diretto da T. Hayes Hunter. Uscì nelle sale il 21 agosto 1916. L'interprete principale era Maurice Costello. Le riprese vennero effettuate a New York.

## Trama

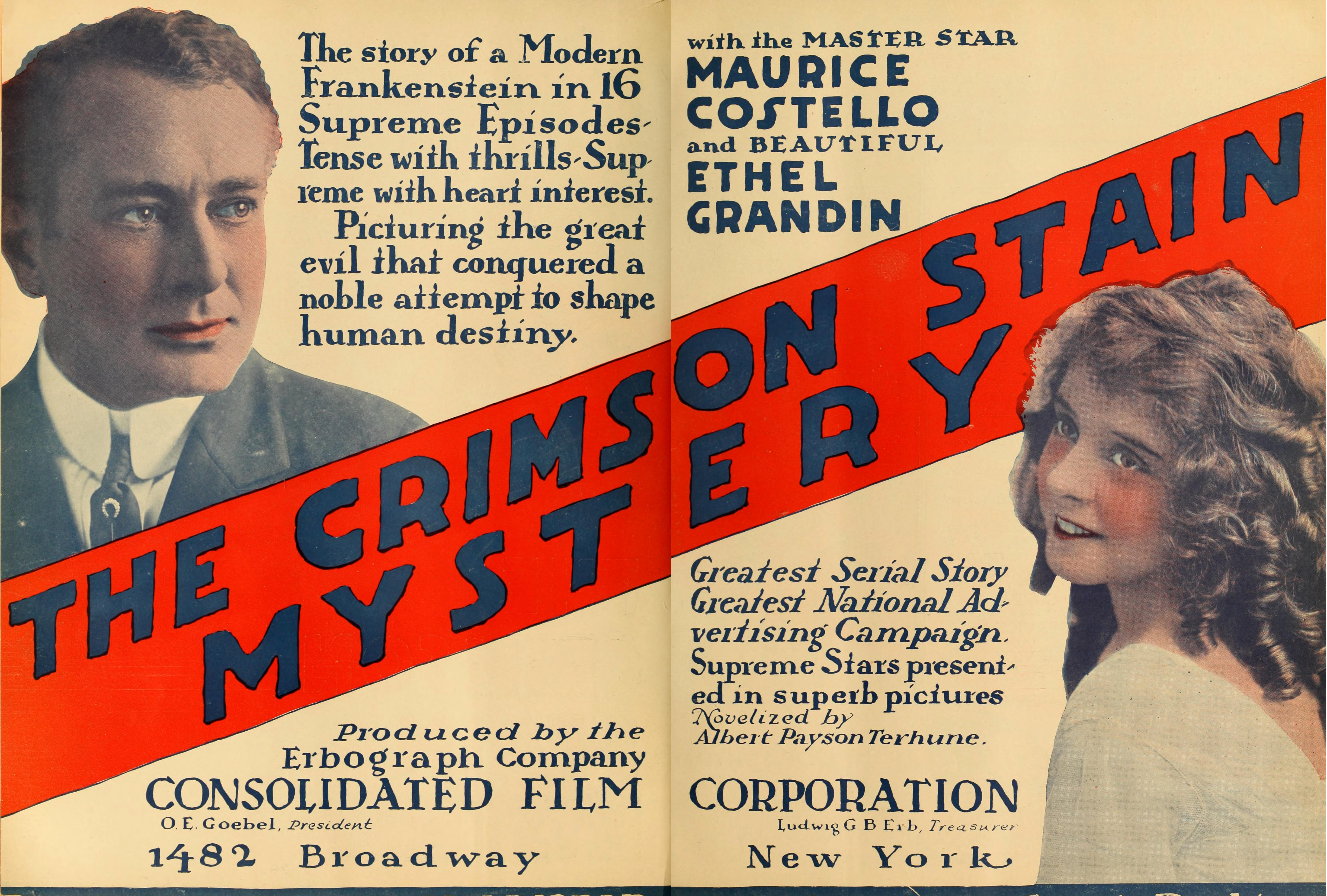
Pubblicità (1916)

## Produzione
Il film fu prodotto dalla Consolidated Film Company e dalla Erbograph Co. e venne girato a New York.

## Distribuzione
Distribuito dalla Metro Pictures Corporation, il film uscì in sala il 21 agosto 1916. Copie o frammenti del film sono conservati in diversi archivi: in quelli della Library of Congress di Washington, negli archivi canadesi della Library and Archives Canada, ai Visual and Sound Archives

## Capitoli
1. The Brand of Satan  -  21 agosto 1916
2. In The Demon's Spell  - 28 agosto 1916	 (Episode 2)
3. The Broken Spell  - 4 settembre 1916	 (Episode 3)
4. The Mysterious Disappearance  - 11 settembre 1916	 (episodio 4)
5. The Figure In Black  - 18 settembre 1916	 (episodio 5)
6. The Phantom Image  - 25 settembre 1916	 (episodio 6)
7. The Devil's Symphony  - 2 ottobre 1916	 (episodio 7)
8. In The Shadow of Death  - 9 ottobre 1916	 (episodio 8)
9. The Haunting Spectre   - 16 ottobre 1916	 (episodio 9)
10. The Infernal Fiend   - 23 ottobre 1916	 (episodio 10)
11. The Tortured Soul   -  30 ottobre 1916	 (episodio 11)
12. The Restless Spirit  -  6 novembre 1916	 (episodio 12)
13. Despoiling Brutes   - 13 novembre 1916	 (episode 13)
14. The Bloodhound  -  20 novembre 1916	 (episode 14)
15. The Human Tiger  -  27 novembre 1916	 (episode 15)
16. The Unmasking  - 4 dicembre 1916	 (episode 16)